# ابولفضل شاه کرم
ابوالفضل شاه کرم (۱۳۳۴ - ۳۱ خرداد ۱۴۰۰) بازیگر سینما و تلویزیون بود.

## درگذشت
سرانجام وی به علت بیماری و از کار افتادگی ریه در روز دوشنبه ۳۱ خرداد ۱۴۰۰ در سن ۶۶ سالگی درگذشت.

## فیلم‌شناسی

### سینما
1. خرس (۱۳۹۰)
2. دوئل (۱۳۸۲)
3. مارمولک (۱۳۸۲)
4. مریم مقدس (۱۳۷۹)
5. مثلث آبی (۱۳۷۸)
6. دنیای وارونه (۱۳۷۶)
7. عملیات کرکوک (۱۳۷۰)
8. روزنه (۱۳۶۷)
9. پرچمدار (۱۳۶۳)
10. زندان دوله تو (۱۳۶۳)

### تلویزیون
| سال  | نام            | کارگردان       |
| ---- | -------------- | -------------- |
| ۱۳۸۸ | نردبام آسمان   | محمدحسین لطیفی |
| ۱۳۷۵ | امام علی (ع)   | داوود میرباقری |
| ۱۳۷۱ | حکایتی و حکمتی | مجتبی یاسینی   |